# Iris (composition de Wayne Shorter)
Pour les articles homonymes, voir Iris.
Iris est un standard de jazz composé par le saxophoniste américain Wayne Shorter, enregistré pour la première fois le 22 janvier 1965 dans les studios de Columbia à Los Angeles pour l'album de Miles Davis E.S.P..

## Analyse
La version enregistrée par le quintet de Miles Davis diffère sur plusieurs points de la partition que Wayne Shorter a déposée pour copyright. La version originale est en 
 avec des phrases de cinq mesures, le quintet enregistre le morceau en 
, avec des phrases resserrées sur quatre mesures ; l'harmonie est également modifiée.

### Structure
Le morceau est écrit en deux sections A et B de huit mesures, elles-mêmes divisées en deux phrases de quatre mesures. Le rythme harmonique est le même pour les deux sections : un accord sur deux mesures, puis quatre mesures avec un accord chacune, et enfin un accord sur deux mesures. L'écriture de la section B est un peu moins dense que celle de la section A, avec plusieurs accords qui reviennent,.
```
| Fm11   | Fm11      | EM7#11 | GbM7#11 |
| Bb7alt | Db7#11    | AbM7#5 | AbM7#5  |
| Cm11   | Cm11      | Db7#11 | Cm11    |
| Db7#11 | AM7#11/C# | Db7#11 | Db7#11  |
```

La structure des morceaux change un peu pendant les solos : après avoir joué sur la grille harmonique du morceau, les musiciens rajoutent une partie C de neuf mesures, qui reprend la structure AB en augmentant le rythme harmonique (deux accords par mesure au lieu d'un), :
```
| Fm11   | EM7#11 / GbM7#11 | Bb7alt / Db7#11    | AbM7#5           |
| Cm11   | Db7#11 / Cm11    | Db7#11 / AM7#11/C# | Db7#11 / D7b9/Db | D7b9/Db |
```

### Mélodie
La mélodie du morceau est expressive et tendue, et comprend quelques grands intervalles, comme une sixte voire une octave. La mélodie se termine de façon suspendue, sur une pédale de Ré.
Quasiment toutes les notes de la mélodie sont des extensions ou des altérations des accords.

### Harmonie
Le centre tonal de Iris est particulièrement ambigu,. Les musicologues ont plusieurs interprétations, proposant Fa mineur, Mi bémol majeur ou Do mineur,.
Les accords sont quasiment tous enrichis. Wayne Shorter « utilise l'harmonie non pas de façon verticale et fonctionnelle mais plutôt de façon horizontale, en créant des conduites de voix dans la succession des accords » : on trouve des notes communes ou des mouvements chromatiques ou diatoniques entre les accords. Le mouvement par demi-ton Cm-Db7 est classique de l'écriture de Shorter.
L'accord D7b9/Db ajouté la fin de la section C est un accord inhabituel. À ce moment, le pianiste Herbie Hancock joue une triade de Ré majeur (Ré Fa la) avec la neuvième mineure (Mi), pendant que le contrebassiste Ron Carter continue de jouer une pédale de Ré, ce qui produit un chromatisme Ré-Ré-Mi. Pendant son solo, Hancock joue une gamme de Ré7 altérée, alors que Shorter a tendance à ignorer cet accord, soit en continuer à jouer sur le Db7#11 précédent, soit en anticipant le Fm11.

## Autres versions
Plusieurs musiciens ont enregistré Iris, notamment :
- 1978 : Joanne Brackeen Trio sur Invitation
- 1983 : Kirk Lightsey et Harold Danko sur Shorter by Two
- 1994 : Fred Hersch Trio sur Plays…
- 1997 : Mat Maneri Trio sur Fever Bed
- 2000 : Rachel Z Trio sur On the Milky Way Express
- 2001 : Marcus Strickland Quartet sur At Last
- 2014 : David Liebman Big Band sur A Tribute to Wayne Shorter
- 2016 : Jean-Marie Ecay sur Hamaika
- 2017 : Maxime Fougères Trio sur Guitar Reflections Vol. 2